# 皇甫規

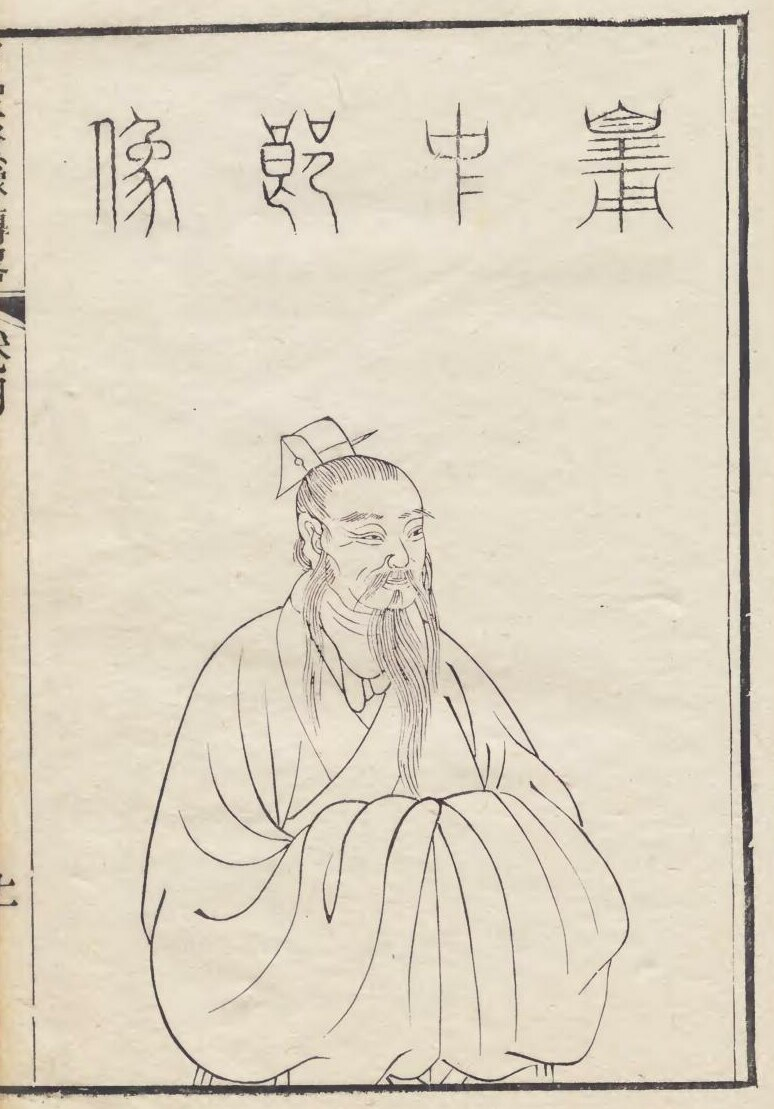
皇甫規

皇甫規（104年—174年），字威明，安定郡朝那县（今宁夏回族自治区固原市彭阳县）人，東漢時期軍事家、學者。爺爺是度辽将军皇甫棱、父親是扶风都尉皇甫旗。皇甫規与段熲、张奂并称“凉州三明”。

## 生平
世代武官家庭。熟兵法。舉賢良方正。本初元年（146年），得罪太后梁妠之兄大將軍梁冀，托疾辭歸。州郡望承意旨，常欲陷害皇甫規，多次險遭毒手。梁冀伏誅後，拜泰山太守，鎮壓叔孫無忌起義，後向朝廷求楊秉為官。
延熹四年（161年），奉詔出擊西羌。行軍途中，瘟疫爆發，死者十有三四，皇甫規亲探士卒，送药问疾，三军感激效命。擊破關西羌兵，羌人歸附者先後二十多萬人。黨錮之禍時遭宦官徐璜诬以“赂降群羌”，下獄。经官员和太学生张凤等三百余人上书救援，赦還。延熹六年（163年）為度遼將軍，荐举中郎将张奂，後拜訪王符。永康元年（167年），任弘农太守，封寿成亭侯，曾拜訪趙壹。終官护羌校尉。熹平三年（174年）病死，獲贈大司農。 著有文集五卷，如今已佚。 《全後漢文》錄有其文。
皇甫規一生清正，不畏權姦，始終剛正不渝。 他愛才惜才，薦賢委位。 開設學館十四年，以《詩》《易》教授門徒。

## 夫人
- 扶风马氏，美麗有文采又善草書，经常替皇甫规写来往书信，众人都佩服其工整。皇甫規死後，马夫人年纪尚轻而容貌美丽。董卓为相国，听说她的美名，欲強搶马夫人為妻，用一百乘軿辎（有帷盖的车子），二十匹马聘娶她，奴婢钱帛充满道路。马夫人穿着便服到董卓府上，跪着陈述，请求放过，言辞酸怆。董卓派傅奴侍者都拔刀相围之，对她说：“孤家的威命，想要让四海风靡，还能不施行给一妇人吗？”马夫人知道躲不过去，怒斥痛罵董卓：“你是羌胡之种，毒害天下，还不够吗！妾身的先人，都有高洁之德行。皇甫家族文德武功，为汉朝忠臣。你难道不是他驱使的小吏吗？竟敢对你主人的夫人行非礼之事吗！”董卓于是将车拉到庭院中，把她的头吊在轭（车辕前脚横木）上，鞭扑齐下。马夫人对手拿棍棒的人说：“为什么不打重些？让我快点死是你们的恩惠。”最後在车下屈打而死。後人为她画像，號其「禮宗」[4]。

## 家庭
- 祖父皇甫棱，永元年間（90年－94年）任度遼將軍[5]。
- 父皇甫旗，扶風都尉，元初二年（115年）曾討伐零昌[6][7]。
- 兄皇甫節，雁門太守。
- 子皇甫玄，雁门太守。
- 侄皇甫嵩，東漢末年名將[8]。

## 延伸阅读
[在维基数据编辑]
 《後漢書/卷65》，出自范晔《後漢書》
 《後漢書·卷84》，出自范晔《後漢書》
 在维基共享资源阅览影像